# Andrzej Jakubowski (elektronik)

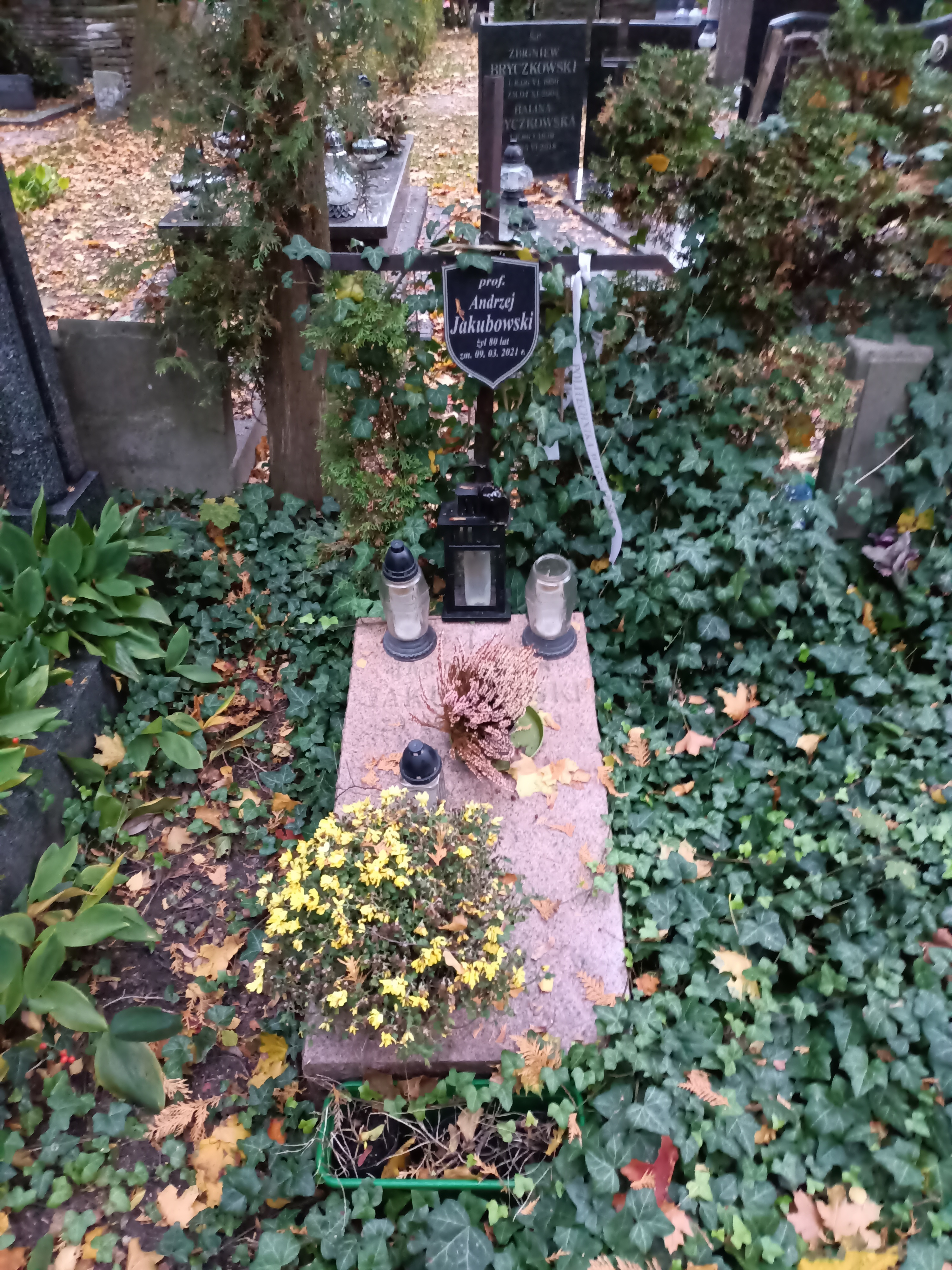
Grób Andrzeja Jakubowskiego na cmentarzu Wojskowym na Powązkach

Andrzej Jakubowski (ur. 26 sierpnia 1940 w Krakowie, zm. 9 marca 2021 w Warszawie) – polski specjalista w zakresie mikroelektroniki, twórca polskiej szkoły naukowej w dziedzinie modelowania i technologii przyrządów półprzewodnikowych.

## Życiorys
Studiował na Politechnice Warszawskiej, gdzie w 1974 r. obronił pracę doktorską, w 1983 r. uzyskał stopień doktora habilitowanego, a w 1989 r. tytuł profesora zwyczajnego.
W czasie swojej ponad pięćdziesięcioletniej kariery naukowo-badawczej był autorem bądź współautorem ponad 650 prac naukowych i referatów konferencyjnych, 9 patentów i wniosków patentowych, a także wielu publikacji popularnonaukowych. Zainicjował pionierskie prace nad modelowaniem ultracienkich warstw dielektryka w tranzystorach MOS, a także serie biuletynów "VLSI - Kierunki, Bariery i Granice Rozwoju". Pracował nad pułapkowaniem ładunku dla zastosowań pamięciowych, fotoemisją oraz nad fundamentalnymi parametrami struktur półprzewodnikowych w oparciu o nowatorskie metody charakterystyk spektralnych. 
W latach 1980 współorganizował, wraz z ITE CEMI oraz ITME, serie konferencji "Technologia Elektronowa - ELTE" oraz sympozja "Diagnostyka i uzysk w produkcji układów scalonych", które przyczyniły się do zacieśnienia współpracy między uczelniami a przemysłem półprzewodnikowym. Umożliwiło to m.in. wspólne prace badawcze nad automatyką testowania produktów oraz szkolenie i przepływ kadr naukowych i inżynieryjnych. Profesor Jakubowski kierował też konstrukcją testera parametrycznego przyrządów MOS który umożliwiał szybkie przetwarzanie danych do analizy jakości technologii i zjawisk fizycznych w nowoczesnych strukturach półprzewodnikowych. W latach 2004–2008 był dyrektorem Instytutu Mikroelektroniki i Optoelektroniki Politechniki Warszawskiej. Wcześniej kierował w tym Instytucie Zakładami: Mikroelektroniki oraz Przyrządów Mikroelektroniki i Nanoelektroniki. W latach 1989–1992, był dyrektorem Instytutu Technologii Elektronowej (ITE) w Warszawie. Był członkiem Komitetu Elektroniki i Telekomunikacji PAN. Uważa się go za prekursora wykorzystania w elektronice warstw diamentowych i diamentopodobnych. Jego wkład w dziedzinę konstrukcji aparatury elektronicznej, przede wszystkim dla celów diagnostyki struktur i przyrządów półprzewodnikowych oraz osiągnięcia w pracy naukowej i dydaktycznej, zostały podkreślone m.in. nagrodą Wydziału Nauk Technicznych PAN oraz Nagrodami Ministra Nauki i Szkolnictwa Wyższego.

### Życie prywatne
Jego bratem był geolog – Krzysztof Jakubowski.

## Wybrane publikacje
- Andrzej Jakubowski; VLSI : kierunki, bariery i granice rozwoju; redaktor naukowy Andrzej Jakubowski; autor: Romuald Beck et al. (1986, Wydanie I.). Państwowe Wydawnictwo Naukowe. pages 380
- Andrzej Jakubowski, Wiesław Marciniak, Henryk M. Przewłocki; Diagnostic Measurements in LSI/VLSI Integrated Circuits Production; World Scientific, 30 Apr 1991 – Technology & Engineering – 372 pages
- Andrzej Jakubowski; Podstawowe własności struktury metal-dielektryk-półprzewodnik (MIS) oraz metody ich wyznaczania (Praca Habilitacyjna) ITE CEMI Warszawa (1982) pages 363
- Paweł Jagodziński, Andrzej Jakubowski; Zasady działania przyrządów typu MIS; Wydawnictwa Politechniki Warszawskiej (1980) pages 174

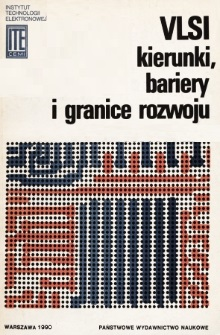
Jakubowski 90 VLSI Kierunki
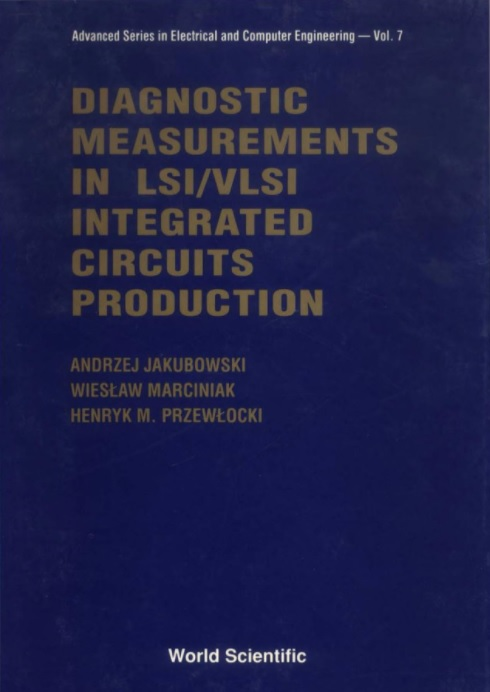
Jakubowski 91 Diagnostic VLSI
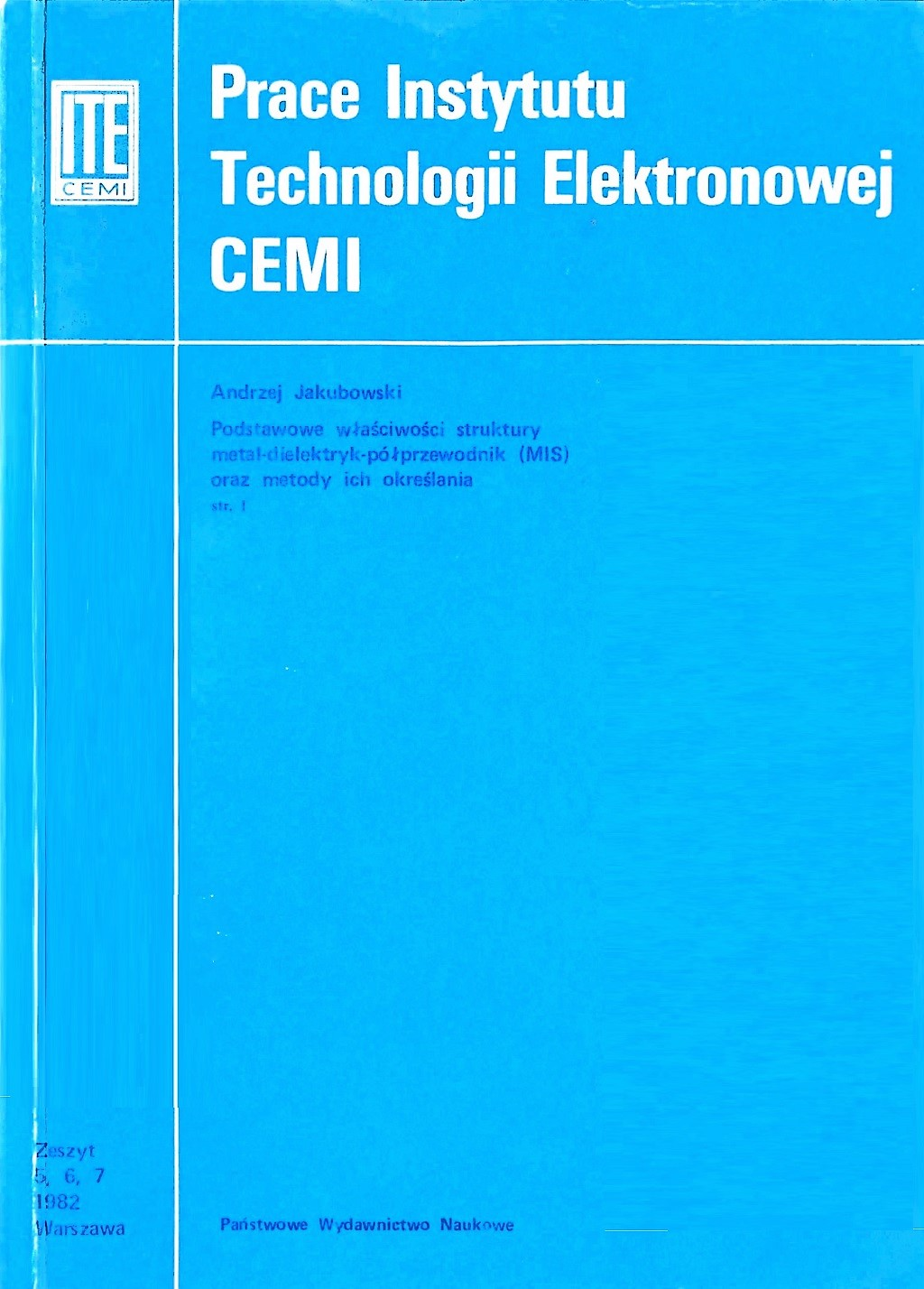
Jakubowski 82 Habilitacja
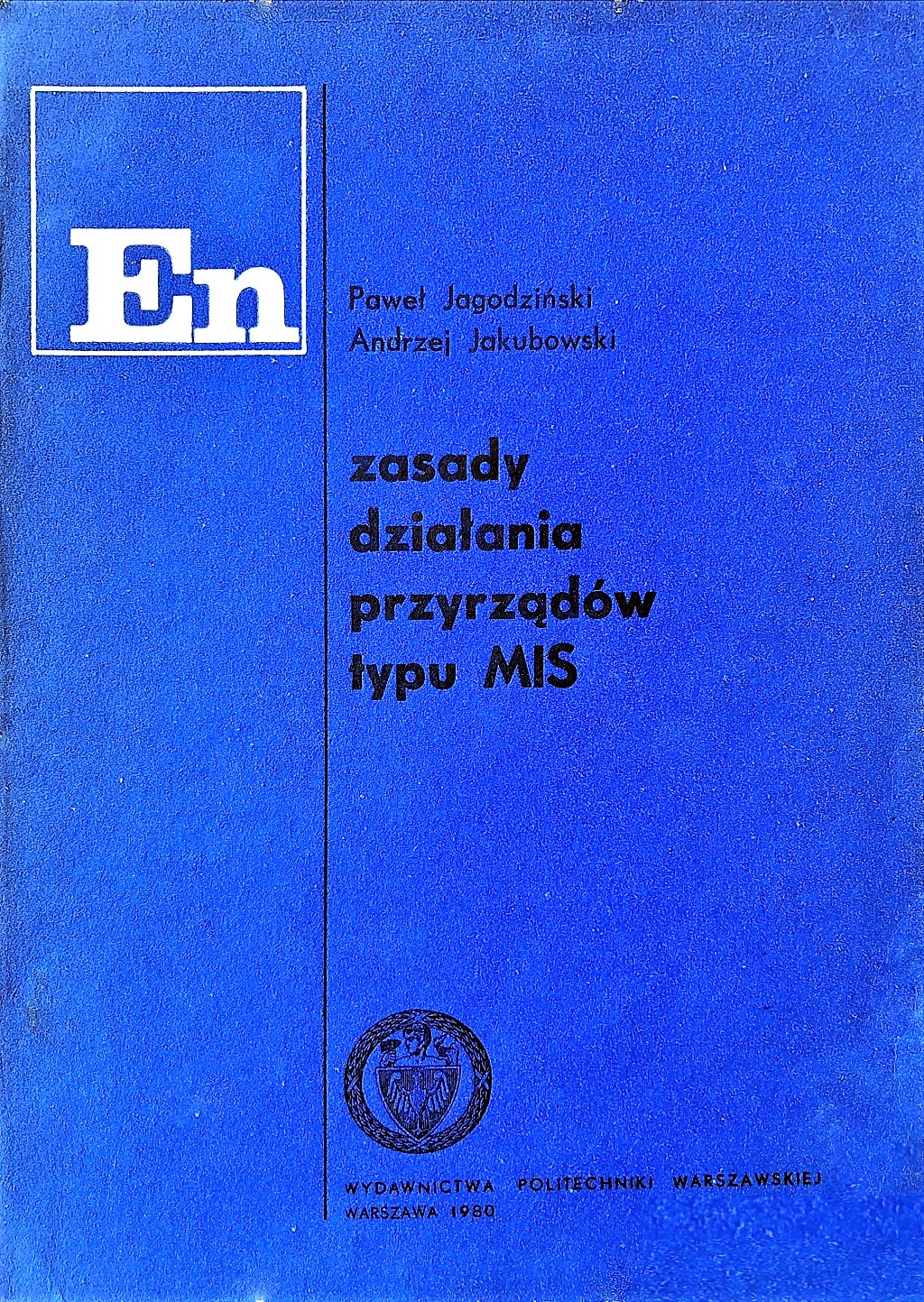
Jakubowski 80 Skrypt MIS